# Pelvicachromis taeniatus
Pelvicachromis taeniatus är en fiskart som först beskrevs av Boulenger, 1901.  Pelvicachromis taeniatus ingår i släktet Pelvicachromis och familjen Cichlidae. IUCN kategoriserar arten globalt som livskraftig. Inga underarter finns listade i Catalogue of Life.